# Sabine Heß
Sabine Heß   (Dresden, 1 d'octubre de 1958), de casada Schubert, és una ex-remadora alemanya que va competir sota bandera de la República Democràtica Alemanya durant la dècada de 1970.
El 1976 va prendre part en els Jocs Olímpics de Mont-real, on guanyà la medalla d'or en la competició del quatre amb timoner del programa de rem. Formà equip amb Karin Metze, Bianka Schwede, Gabriele Lohs i Andrea Kurth. En el seu palmarès també destaca una medalla d'or al Campionat del món de rem.